# Borough of Middlesbrough
Borough of Middlesbrough är en enhetskommun i North Yorkshire i England i Storbritannien. 
Den består av staden Middlesbrough och omgivande landsbygd. Större delen av kommunen ingår inte i någon civil parish, förutom  Nunthorpe och Stainton and Thornton. 